# پساب‌زدایی

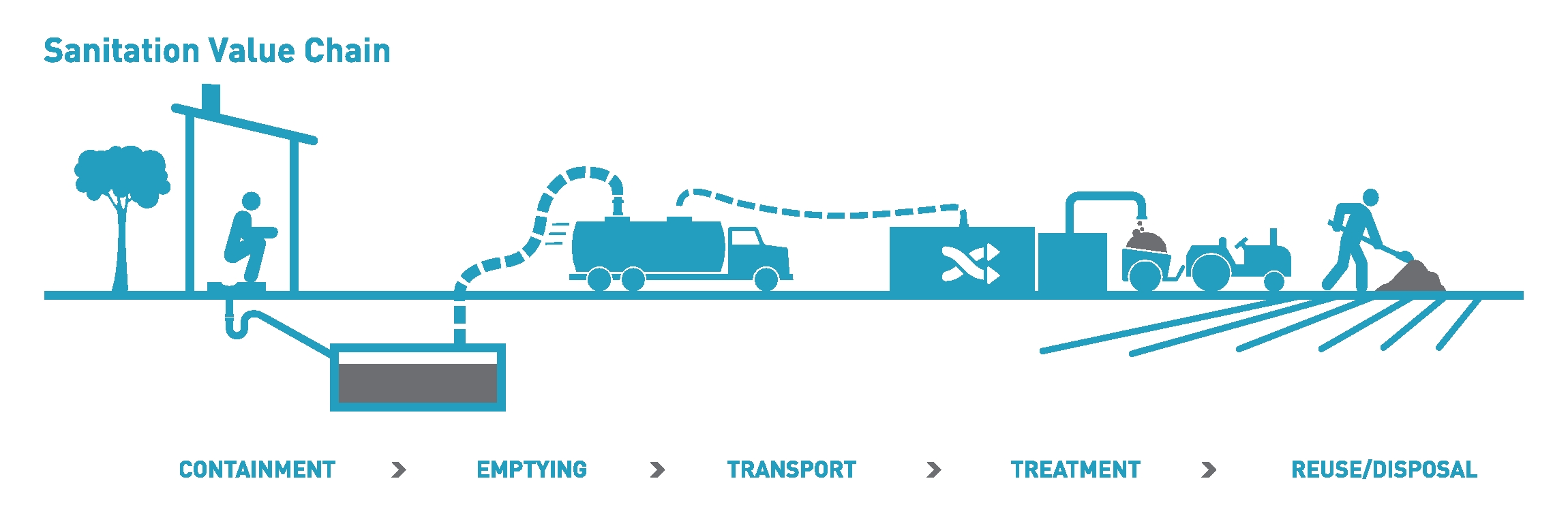
سیستم تخلیه فاضلاب: جمع‌آوری، حمل و نقل، درمان، دفع یا استفاده مجدد.

سیستم تخلیه فاضلاب یا پساب‌زدایی به تأمین بهداشت عمومی مربوط به آب آشامیدنی از طریق تخلیه و تصفیه مناسب فاضلاب انسانی اشاره دارد. سیستم‌های بهداشتی به خاطر ایجاد محیطی تمیز که مانع از انتقال بیماری به ویژه از طریق مدفوع و دهان می‌شود، نقش اساسی در حفظ سلامت انسان ایفا می‌کنند. به عنوان مثال، اسهال، یکی از دلایل اصلی سوء تغذیه و رشد متوقف شده در کودکان، می‌تواند از طریق پساب‌زدایی کاهش یابد. در جوامعی که دارای سطح بهداشتی پایینی از نظر پساب‌زدایی هستند بسیاری از بیماریهای مشابه به راحتی انتقال داده می‌شوند، مانند آسکاریازیس (نوعی عفونت کرم روده یا هلمینیتازیس)، وبا، هپاتیت، فلج اطفال، تب حلزون و تراکوم.

## تعریف
سازمان بهداشت جهانی اصطلاح «پساب‌زدایی» را به شرح زیر تعریف می‌کند:
«پساب‌زدایی به طور کلی به ارائه امکانات و خدمات برای دفع ایمن فاضلاب انسان اشاره دارد. کلمه» پساب‌زدایی «همچنین به حفظ شرایط بهداشتی از طریق خدماتی مانند جمع‌آوری زباله و دفع فاضلاب اشاره دارد ،»
فاضلاب بهداشتی شامل هر چهار مورد از زیرساختهای مهندسی زیر است: سیستم‌های مدیریت فضولات، سیستم‌های مدیریت فاضلاب (که در اینجا شامل تصفیه خانه‌های فاضلاب هستند)، سیستم‌های مدیریت پسماند جامد، زهکشی سیستم‌های آب باران (به نام زهکشی آب طوفان نیز گفته می‌شود).

## اهداف
اهداف کلی بهداشت این است که یک محیط زندگی سالم برای همه فراهم کند، از منابع طبیعی (مانند آب‌های سطحی، آب‌های زیرزمینی، خاک) محافظت کند.